# Чухнова, Дарья Андреевна
Чухнова, Дарья Андреевна (12 июля 1904, Кизлярский отдел, Терская область — неизвестно) — Звеньевая колхоза «Вперёд», гор. Кизляр Грозненской области. Герой Социалистического Труда.

## Биография
Родилась 12 июля 1904 года на территории нынешнего городского округа города Кизляр Республики Дагестан. Русская. С 1930 года работала в виноградарском колхозе «Вперёд». Позже в годы Великой Отечественной войны её назначили руководителем звена. В 1948 году её звено получило урожай винограда 226,5 центнера с гектара на площади 3 гектара .Указом Президиума Верховного Совета СССР от 17 сентября 1949 года за получение высоких урожаев винограда в 1948 году Чухновой Дарье Андреевне присвоено звание Героя Социалистического Труда с вручением ордена Ленина и золотой медали «Серп и Молот».